# Joaquim Rodrigues da Costa
Joaquim Rodrigues da Costa (???, 4 de fevereiro de 1817 - Rio Paraguai, próximo à Fortaleza de Humaitá, 2 de março de 1868) foi um oficial da Armada Imperial Brasileira que alcançou a patente de Capitão de Mar e Guerra. Rodrigues da Costa esteve presente em diversas batalhas da Guerra do Paraguai ao comando de várias embarcações.

## Biografia
Joaquim Rodrigues da Costa nasceu em 4 de fevereiro de 1817. Filho de Antônio Rodrigues da Costa e Maria Cândida da Conceição da Costa, ele ingressou como aspirante em 5 de dezembro de 1836, e, ao longo de sua carreira, alcançou posições de comando em vários navios de guerra. Rodrigues da Costa desempenhou papéis de liderança, comandando diversas embarcações. Sua liderança como comandante da Corveta Imperatriz foi marcada pela manutenção da disciplina e da limpeza a bordo, algo que foi reconhecido pelo Imperador do Brasil D. Pedro II. Foi na Guerra do Paraguai que Rodrigues da Costa demonstrou habilidade como líder. Assumindo o comando do monitor Bahia, ele liderou operações como o bombardeio do Forte Itapiru e o ataque ao acampamento inimigo de Paso de la Pátria. Sua promoção a Capitão de Mar e Guerra coincidiu com o comando da Terceira Divisão da Esquadra, onde ele teve um papel destacado na Passagem de Curupaiti e na Passagem de Humaitá, operações significativas na guerra.
A carreira de Joaquim Rodrigues da Costa chegou ao fim em 2 de março de 1868, durante um assalto paraguaio ao monitor Lima Barros em que estava, e também ao navio blindado Cabral. A esquadra paraguaia, composta por 24 canoas, cada uma delas levando 12 homens destemidos, estava organizada em quatro divisões sob o comando do capitão Yunez. Armados com uma variedade de armas, incluindo sabres, pistolas, machados, facões, granadas de mão e foguetes, os atacantes estavam prontos para um confronto intenso que logo se desenrolaria. No entanto, o desafio imediato foi a forte correnteza do rio, que tornou a abordagem dos encouraçados um desafio perigoso. Devido à intensa correnteza, algumas das canoas paraguaias não conseguiram se aproximar dos navios imperiais e foram arrastadas rio abaixo, onde acabaram sendo capturadas por outros navios da frota brasileira. Das 24 canoas iniciais, 14 delas conseguiram abordar o Lima Barros, enquanto outras oito cercaram o Cabral, desencadeando um ataque feroz.
O comandante da divisão, Joaquim Rodrigues da Costa, e o comandante do navio, Garcindo de Sá, mostraram coragem notável. Eles se lançaram para o convés do Lima Barros para liderar a resistência contra os invasores paraguaios. No entanto, a iniciativa de Rodrigues da Costa o levou a ser cercado pelos paraguaios, que infligiram ferimentos graves nele repetidamente. Apesar de suas graves feridas e quedas, Joaquim Rodrigues da Costa reuniu suas últimas forças e emitiu ordens para que o Lima Barros abrisse fogo contra os invasores. Ele repetiu essa ordem até seu último suspiro.